# Bruno Bianchi (animador)
Bruno Bianchi (pronunciación en italiano: /ˈbruno ˈbjaŋki/, 1955 – 2 de diciembre de 2011) fue un dibujante y director de animación francés. Bianchi trabajó como dibujante, director y productor de series animadas para televisión, incluyendo Heathcliff, Iznogoud y más popularmente, Inspector Gadget, de la que fue además cocreador.
Bianchi comenzó su carrera en DiC Audiovisuel (más adelante DiC Entertainment) en 1977 como dibujante de fotogramas, tras lo cual fue ocupando posiciones más creativas. Su primer crédito como director fue en 1980 con la miniserie educativa Archibald le Magichien (traducción literal: Archibald el perro mágico). En 1983, Bianchi consiguió su primer éxito como director con Inspector Gadget, una serie que creó junto a Andy Heyward y el fundador de DiC Jean Chalopin. Bianchi fue además el principal diseñador de personajes y supervisor de dirección de la serie, que se convirtió en una de las más icónicas producidas por DiC.
Posteriormente, Bianchi trabajó como director, productor y diseñador en numerosas series de DiC Entertainment, Saban Entertainment y SIP Animation desde los 80 hasta mediados de 2000. Entre sus créditos están Heathcliff (dónde creó a los personajes de Cats and Company junto con Jean Chalopin), Jayce and the Wheeled Warriors, M.A.S.K., Rainbow Brite, Diplodos (cocreada, codirigida y coescrita con Jean Chalopin), Iznogoud, Princess Sissi y Gadget & the Gadgetinis (un spinoff del Inspector Gadget).
En 2008, tras el cierre de SIP Animation, Bianchi fundó su propio estudio, Ginkgo Animation.
Bianchi falleció el 2 de diciembre de 2011 con 56 años. Fue enterrado en Père Lachaise Cementerio en París el 6 de diciembre de 2011.

## Director (trabajos destacados)
- 1983: Inspector Gadget
- 1984: Heathcliff
- 1985: Jayce y los Guerreros Rodantes
- 1985: Rainbow Brite
- 1985: Hulk Hogan's Rock 'n' Wrestling
- 1985: M.A.S.K.
- 1986: Popples
- 1988: Diplodos
- 1992: Around the World in Eighty Dreams
- 1995: Space Strikers
- 1995: Iznogud
- 1996: The Why Why? Family
- 1997: Princess Sissi
- 1998: Walter Melón
- 1998: Jim Botón y Lucas el maquinista
- 2001: Wunschpunsch
- 2002: Gadget & the Gadgetinis
- 2004: The Tofus

## Productor (trabajos destacados)
- 1995: Iznogud
- 1996: The Why Why? Family
- 1997: Princess Sissi
- 1998: Jim Botón y Lucas el maquinista
- 2001: Wunschpunsch
- 2002: Gadget & the Gadgetinis
- 2004: The Tofus
- 2004: W.I.T.C.H. (serie animada)
- 2005: A.T.O.M. (Alpha Teens on Machines)
- 2008: Combo Niños